# Friedrich Lange (Industrieller)

Friedrich Lange

Friedrich Wilhelm Theodor Lange (* 27. Februar 1837 in Hagen-Helfe; † 17. Mai 1918 in Essen-Bredeney) war ein deutscher Chemiker, Industriemanager und Politiker. Er war Leiter und Direktor in der Stahlindustrie im Emsland und im Ruhrgebiet sowie Mitglied des Provinziallandtags der Rheinprovinz.

## Leben und Wirken
Friedrich Lange wurde als Sohn bedürftiger Eltern geboren. Aufgrund eines Stipendiums besuchte er die Provinzial-Gewerbeschule in Hagen. Er bestand die Reifeprüfung und absolvierte mit einem weiteren Stipendium das Gewerbeinstitut Berlin.
Im Jahr 1857 trat er seine erste Stelle an und wurde Chemiker beim Hochofenwerk Neu-Schottland in Haßlinghausen. 1864 leitete er die Hochofenanlage in Meppen. Drei Jahre später war Lange Direktor der Alexishütte in Wietmarschen.
Am 1. Juli 1869 übernahm er die Leitung des Phoenix-Hochofenwerks in (Essen-)Bergeborbeck. Ab 1874 leitete er in Personalunion die Phoenixhütte in (Essen-)Kupferdreh.
Zudem war Lange zwischen 1870 und 1914 unbesoldeter Beigeordneter der damaligen Bürgermeisterei Borbeck, seit 1915 zur Stadt Essen gehörig. Er war zeitweise Mitglied des Kreistags Essen und des Provinziallandtags der Rheinprovinz. Zudem war er Vorsitzender des Denkmalkomitees und setzte sich damit für das Germania-Denkmal in Borbeck ein.
1914 trat Friedrich Lange in den Ruhestand. Er starb 1918 in Essen-Bredeney und wurde auf dem katholischen Friedhof Rosenhügel im Essener Stadtteil Bochold beigesetzt.

## Ehrungen
Die ehemalige Hochstraße im Essener Stadtteil Bochold wurde am 26. Februar 1907 aus Anlass der Vollendung seines 70. Lebensjahres in Friedrich-Lange-Straße umbenannt, um ihm Dank für seine Verdienste um den Staat und die Gemeinde und die besondere Förderung des öffentlichen Interesses zu zollen.